# Boreotrophon candelabrum
Boreotrophon candelabrum is een slakkensoort uit de familie van de Muricidae. De wetenschappelijke naam van de soort is voor het eerst geldig gepubliceerd in 1848 door Reeve.